# David Yelldell
David Yelldell (Stuttgart, 1 oktober 1981) is een Amerikaans-Duits voormalig voetballer, die dienstdeed als doelman. Het grootste gedeelte van zijn carrière was hij actief in Duitsland, waar hij voornamelijk speelde voor  Stuttgarter Kickers, TuS Koblenz en MSV Duisburg. Yelldell maakte in 2011 zijn debuut in het voetbalelftal van de Verenigde Staten, wat zijn enige interlandoptreden bleek te zijn.

## Clubcarrière
Yelldell doorliep de jeugdopleiding bij VfL Waiblingen en SG Backnang, voordat hij in 2002 de overstap maakte naar Stuttgarter Kickers. Bij die club speelde hij één seizoen in het tweede elftal, totdat hij werd overgenomen door het Engelse Blackburn Rovers. Die club verhuurde hem in 2005 aan Brighton & Hove Albion. Ondanks drie duels daar, kon hij de clubleiding van Blackburn niet overtuigen en Stuttgarter Kickers besloot Yelldell terug te halen. Gedurende drie seizoenen was de Amerikaan eerste keus onder de lat bij die club, waarna hij trok naar TuS Koblenz. Voor het seizoen 2010/11 tekende de doelman een contract bij MSV Duisburg. Na een seizoen goede prestaties, werd hij in 2011 overgenomen door de subtopper Bayer Leverkusen. In Leverkusen was Yelldell in zijn eerste drie seizoenen reserve voor de positie van doelman, zonder dat hij daadwerkelijk in hoefde te vallen. Uiteindelijk speelde hij slechts één competitiewedstrijd en één bekerduel voor Leverkusen. In 2016 verkaste de Amerikaan naar Sonnenhof Großaspach. Na een jaar zette de doelman een punt achter zijn carrière om keeperstrainer te worden bij Sonnenhof.

## Interlandcarrière
Yelldell werd in 2011 opgeroepen voor het voetbalelftal van de Verenigde Staten, voor een interland tegen Argentinië. Drie dagen later speelde de doelman zijn eerste wedstrijd voor het team, toen hij Marcus Hahnemann verving in een duel tegen Paraguay.
| Interlands van David Yelldell voor Verenigde Staten | Interlands van David Yelldell voor Verenigde Staten | Interlands van David Yelldell voor Verenigde Staten | Interlands van David Yelldell voor Verenigde Staten | Interlands van David Yelldell voor Verenigde Staten | Interlands van David Yelldell voor Verenigde Staten | Interlands van David Yelldell voor Verenigde Staten |
| №                                                   | Datum                                               | Wedstrijd                                           | Uitslag                                             | Competitie                                          | Goals                                               |                                                     |
| Als speler bij MSV Duisburg                         | Als speler bij MSV Duisburg                         | Als speler bij MSV Duisburg                         | Als speler bij MSV Duisburg                         | Als speler bij MSV Duisburg                         | Als speler bij MSV Duisburg                         |                                                     |
| --------------------------------------------------- | --------------------------------------------------- | --------------------------------------------------- | --------------------------------------------------- | --------------------------------------------------- | --------------------------------------------------- | --------------------------------------------------- |
| 1                                                   | 29 maart 2011                                       | Verenigde Staten – Paraguay                         | 0 – 1                                               | Vriendschappelijk                                   |                                                     |                                                     |